# Europejskie Igrzyska Halowe w Lekkoatletyce 1968 – pchnięcie kulą kobiet
Pchnięcie kulą kobiet – jedna z konkurencji technicznych rozgrywanych podczas lekkoatletycznych europejskich igrzysk halowych w hali Palacio de Deportes w Madrycie. Rozegrano od razu finał 9 marca 1968. Zwyciężyła reprezentantka Związku Radzieckiego Nadieżda Cziżowa, która obroniła tytuł z poprzednich igrzysk.

## Rezultaty
Rozegrano od razu finał, w którym wzięło udział 7 miotaczek.
Opracowano na podstawie materiału źródłowego.
| Miejsce | Zawodniczka      | Wynik |
| ------- | ---------------- | ----- |
| 1       | Nadieżda Cziżowa | 18,18 |
| 2       | Margitta Gummel  | 17,69 |
| 3       | Marita Lange     | 17,62 |
| 4       | Iwanka Christowa | 17,11 |
| 5       | Marlene Fuchs    | 16,01 |
| 6       | Maria Czorbowa   | 15,73 |
| 7       | Brenda Bedford   | 13,99 |